# Tetsuya Yamazaki
Tetsuya Yamazaki (山崎 哲也?, Yamazaki Tetsuya; Prefettura di Shizuoka, 25 luglio 1978) è un ex calciatore giapponese, di ruolo difensore.